# August Spies
August Spies (ur. 10 grudnia 1855, zm. 11 listopada 1887 w Chicago) – niemiecki anarchista, szef redakcji i wydawca gazety "Arbeiter Zeitung".
W wieku 17 lat wyemigrował do USA. W 1872 przybył do Nowego Jorku i rozpoczął naukę meblarstwa. Rok później osiedlił się w Chicago. Po 1876 sprowadził do Ameryki matkę z rodziną. Zaangażował się w działalność w ruchu robotniczym. Przystąpił do Socjalistycznej Partii Pracy Północnej Ameryki. Od 1880 roku wydawał własne czasopismo. Został aresztowany wraz z innymi przywódcami robotników i skazany na śmierć po zamieszkach na placu Haymarket (Haymarket Riot) w Chicago.